# Plémy
Plémy [plemi] est une commune française située dans le département des Côtes-d'Armor en région Bretagne.

## Géographie
|                   | Hénon               | Moncontour |
| Plœuc-L'Hermitage | Plémy               | Trédaniel  |
|                   | Plouguenast-Langast | Le Mené    |

### Hydrographie
Pour un article plus général, voir Réseau hydrographique des Côtes-d'Armor.
La commune est située dans le bassin Loire-Bretagne. Elle est drainée par l'Evron, le ruisseau de Bogard, le ruisseau du Drény et l'Étang Prioux,,.
L'Évron, d'une longueur de 26 km, prend sa source dans la commune  et se jette  dans le Gouessant à Lamballe-Armor, après avoir traversé dix communes. 
Le Bogard, d'une longueur de 12 km, prend sa source dans la commune  et se jette  dans l'Évron en limite de Quessoy et de Lamballe-Armor, après avoir traversé quatre communes. 

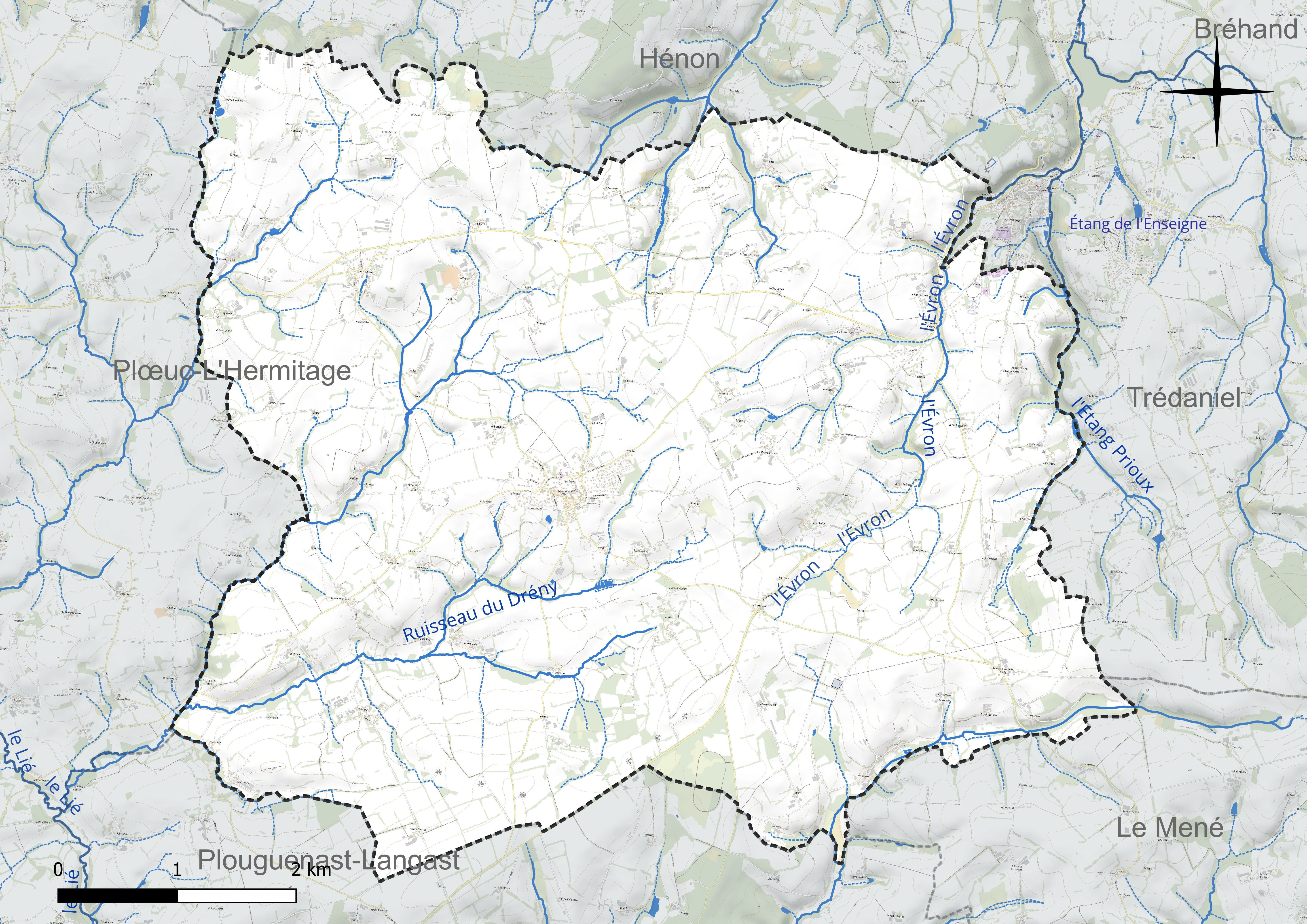
Réseau hydrographique de Plémy.

### Climat
Pour des articles plus généraux, voir Climat de la Bretagne et Climat des Côtes-d'Armor.
En 2010, le climat de la commune est de type climat océanique franc, selon une étude du Centre national de la recherche scientifique s'appuyant sur une série de données couvrant la période 1971-2000. En 2020, Météo-France publie une typologie des climats de la France métropolitaine dans laquelle la commune est exposée à un climat océanique et est dans la région climatique  Finistère nord, caractérisée par une pluviométrie élevée, des températures douces en hiver (6 °C), fraîches en été et des vents forts. Parallèlement l'observatoire de l'environnement en Bretagne publie en 2020 un zonage climatique de la région Bretagne, s'appuyant sur des données de Météo-France de 2009. La commune est, selon ce zonage, dans la zone « Intérieur », exposée à un climat médian, à dominante océanique.  
Pour la période 1971-2000, la température annuelle moyenne est de 10,5 °C, avec une amplitude thermique annuelle de 11,5 °C. Le cumul annuel moyen de précipitations est de 872 mm, avec 13,6 jours de précipitations en janvier et 7,3 jours en juillet. Pour la période 1991-2020, la température moyenne annuelle observée sur la station météorologique la plus proche, située sur la commune de Plœuc-L'Hermitage à 6 km à vol d'oiseau, est de 11,1 °C et le cumul annuel moyen de précipitations est de 954,7 mm,. Pour l'avenir, les paramètres climatiques de la commune estimés pour 2050 selon différents scénarios d'émission de gaz à effet de serre sont consultables sur un site dédié publié par Météo-France en novembre 2022.

## Urbanisme

### Typologie
Au 1er janvier 2024, Plémy est catégorisée commune rurale à habitat dispersé, selon la nouvelle grille communale de densité à 7 niveaux définie par l'Insee en 2022.
Elle est située hors unité urbaine et hors attraction des villes,.

### Occupation des sols
L'occupation des sols de la commune, telle qu'elle ressort de la base de données européenne d’occupation biophysique des sols Corine Land Cover (CLC), est marquée par l'importance des territoires agricoles (97,6 % en 2018), une proportion sensiblement équivalente à celle de 1990 (98 %). La répartition détaillée en 2018 est la suivante : 
terres arables (63 %), prairies (22,9 %), zones agricoles hétérogènes (11,7 %), zones urbanisées (1,1 %), milieux à végétation arbustive et/ou herbacée (0,7 %), forêts (0,5 %). L'évolution de l’occupation des sols de la commune et de ses infrastructures peut être observée sur les différentes représentations cartographiques du territoire : la carte de Cassini (XVIIIe siècle), la carte d'état-major (1820-1866) et les cartes ou photos aériennes de l'IGN pour la période actuelle (1950 à aujourd'hui).

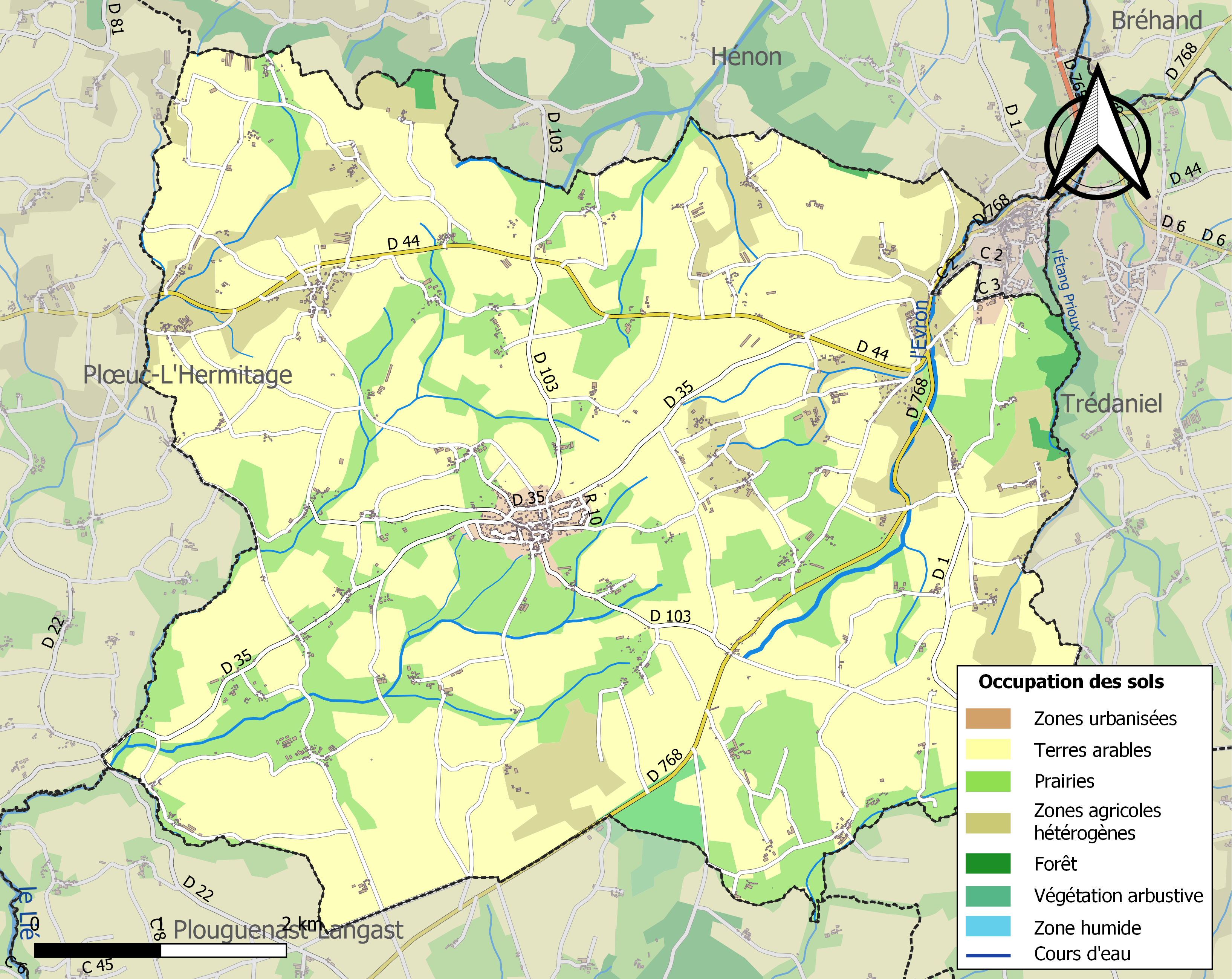
Carte des infrastructures et de l'occupation des sols de la commune en 2018 (CLC).

## Toponymie
Le nom de la localité est attesté sous les formes Parrochia de Plemic en 1132, Plemic en 1225, 1233, 1274, 1306, 1308 et vers 1330, Pleimyct et Pleimyt en 1420, Plemic en 1426 et en 1478, Plemy en 1690.
Son nom vient du breton ploe qui signifie paroisse et de Saint Maeoc.
La forme bretonne proposée par l'Office public de la langue bretonne est Plevig.

## Démographie
L'évolution du nombre d'habitants est connue à travers les recensements de la population effectués dans la commune depuis 1793. Pour les communes de moins de 10 000 habitants, une enquête de recensement portant sur toute la population est réalisée tous les cinq ans, les populations de référence des années intermédiaires étant quant à elles estimées par interpolation ou extrapolation. Pour la commune, le premier recensement exhaustif entrant dans le cadre du nouveau dispositif a été réalisé en 2008.

En 2022, la commune comptait 1 583 habitants, en évolution de +1,21 % par rapport à 2016 (Côtes-d'Armor : +1,78 %, France hors Mayotte : +2,11 %).
| 1793  | 1800  | 1806  | 1821  | 1831  | 1836  | 1841  | 1846  | 1851  |
| ----- | ----- | ----- | ----- | ----- | ----- | ----- | ----- | ----- |
| 2 232 | 3 060 | 2 796 | 2 965 | 3 680 | 3 070 | 3 100 | 3 096 | 3 202 |

| 1856  | 1861  | 1866  | 1872  | 1876  | 1881  | 1886  | 1891  | 1896  |
| ----- | ----- | ----- | ----- | ----- | ----- | ----- | ----- | ----- |
| 3 070 | 2 965 | 2 916 | 2 841 | 2 983 | 2 943 | 2 944 | 2 950 | 3 027 |

| 1901  | 1906  | 1911  | 1921  | 1926  | 1931  | 1936  | 1946  | 1954  |
| ----- | ----- | ----- | ----- | ----- | ----- | ----- | ----- | ----- |
| 3 125 | 2 956 | 2 956 | 2 650 | 2 552 | 2 428 | 2 222 | 2 123 | 1 919 |

| 1962  | 1968  | 1975  | 1982  | 1990  | 1999  | 2006  | 2008  | 2013  |
| ----- | ----- | ----- | ----- | ----- | ----- | ----- | ----- | ----- |
| 1 860 | 1 704 | 1 621 | 1 580 | 1 470 | 1 524 | 1 604 | 1 627 | 1 576 |

| 2018  | 2022  | - | - | - | - | - | - | - |
| ----- | ----- | - | - | - | - | - | - | - |
| 1 581 | 1 583 | - | - | - | - | - | - | - |

## Lieux et monuments
- Menhirs du Drény : trois menhirs formant peut-être initialement un alignement mégalithique[30].
- Chapelle Saint-Laurent. Édifiée dès le XVe siècle, elle a entièrement été rénovée par des bénévoles du lieu-dit entre 2008 et 2010.
- Fontaine Saint-Laurent.
- Église Saint-Pierre-et-Saint-Paul.
- Manoir de Vauclerc,  Inscrit MH (1926).
- Croix de Plémy

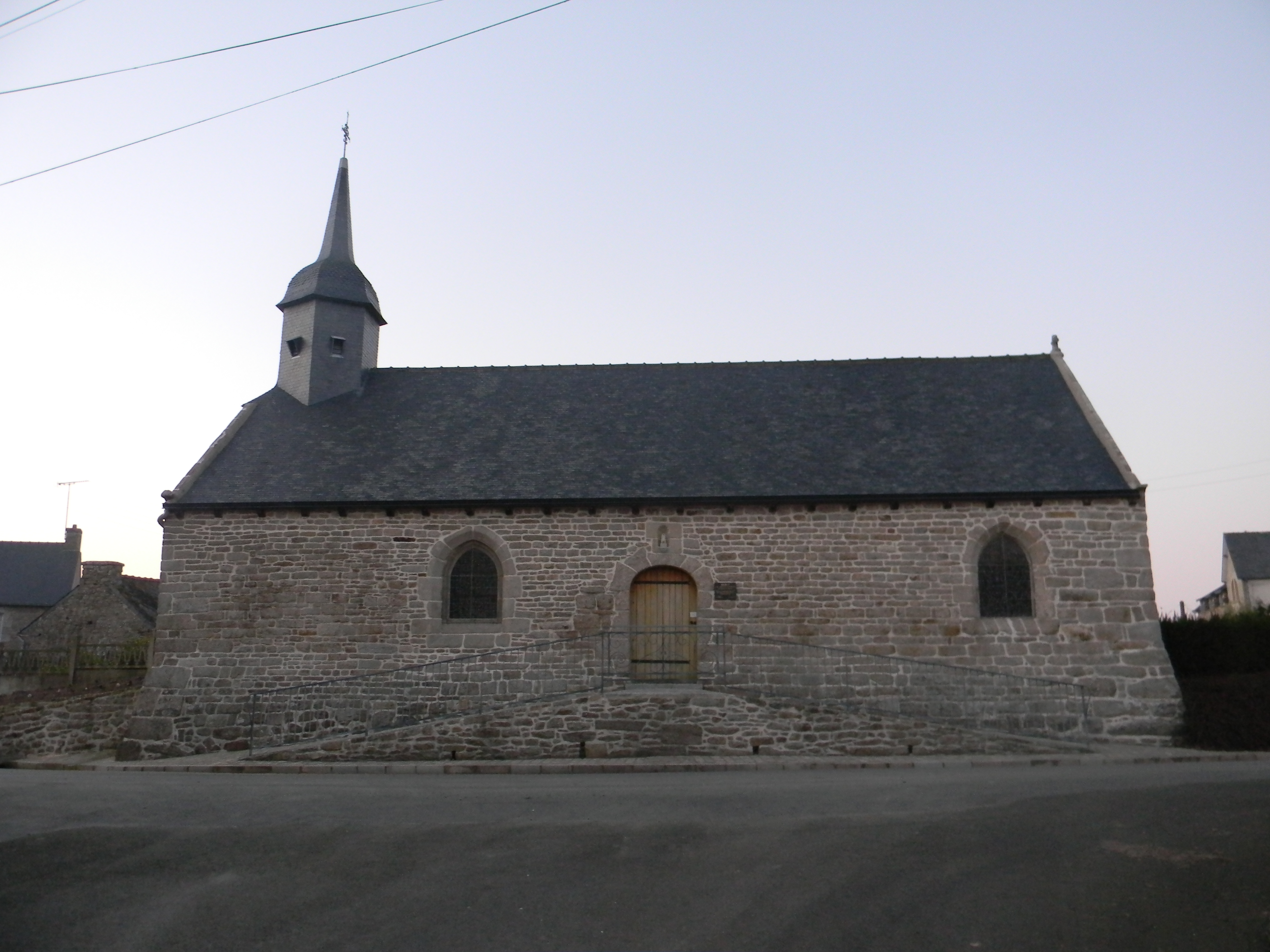
La chapelle Saint-Laurent.
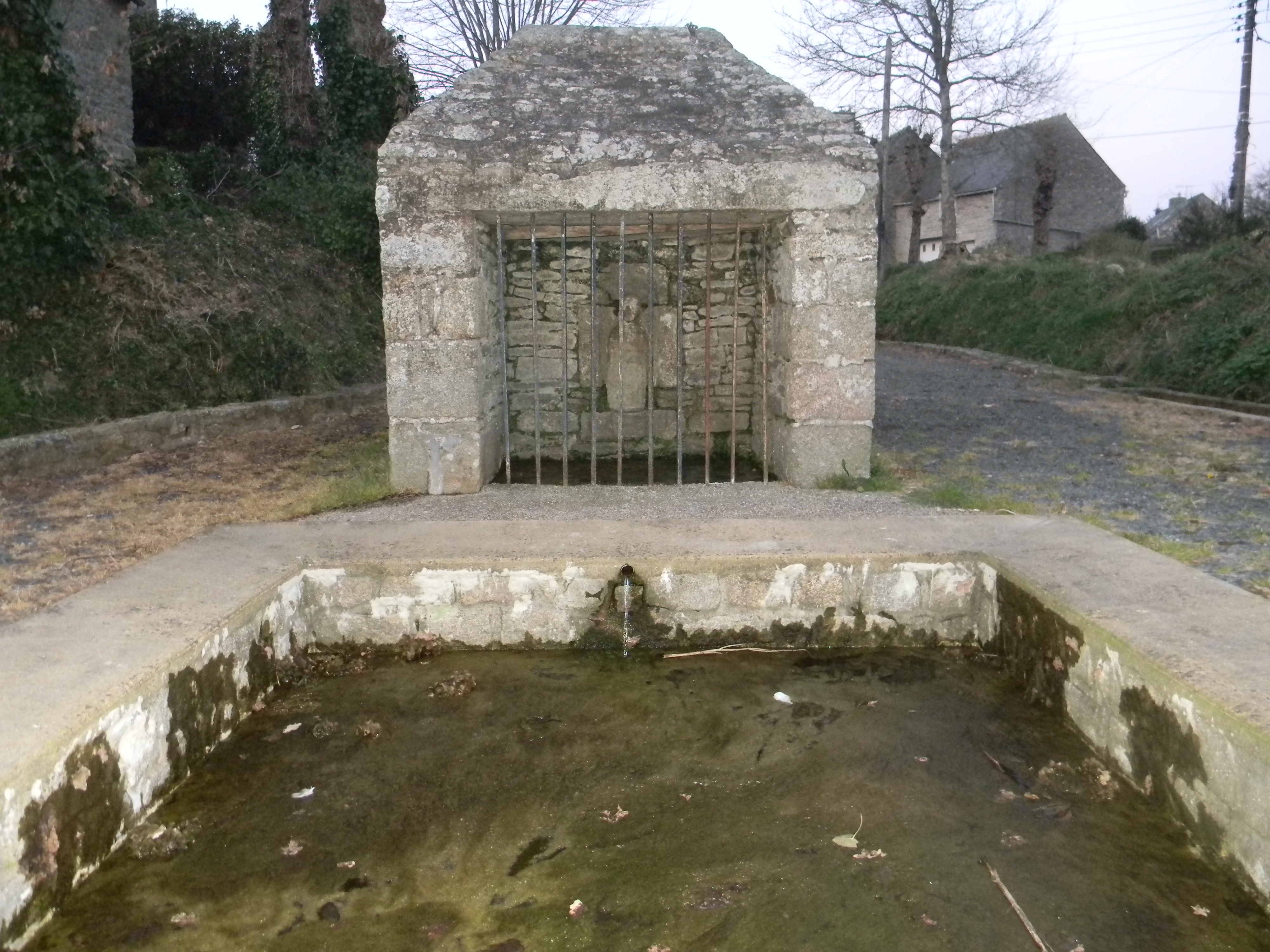
La fontaine Saint-Laurent.
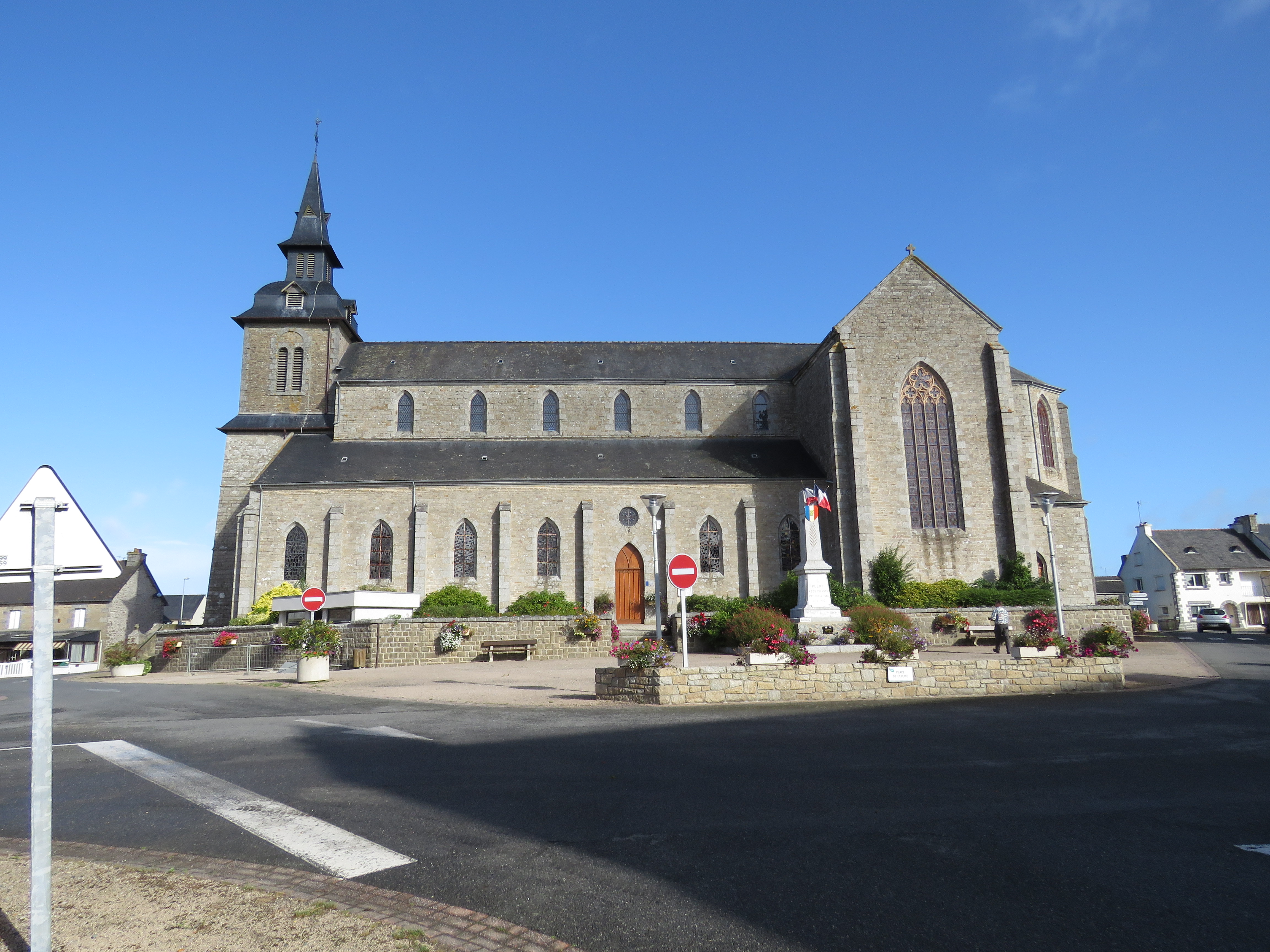
L'église Saint-Pierre-et-Saint-Paul.
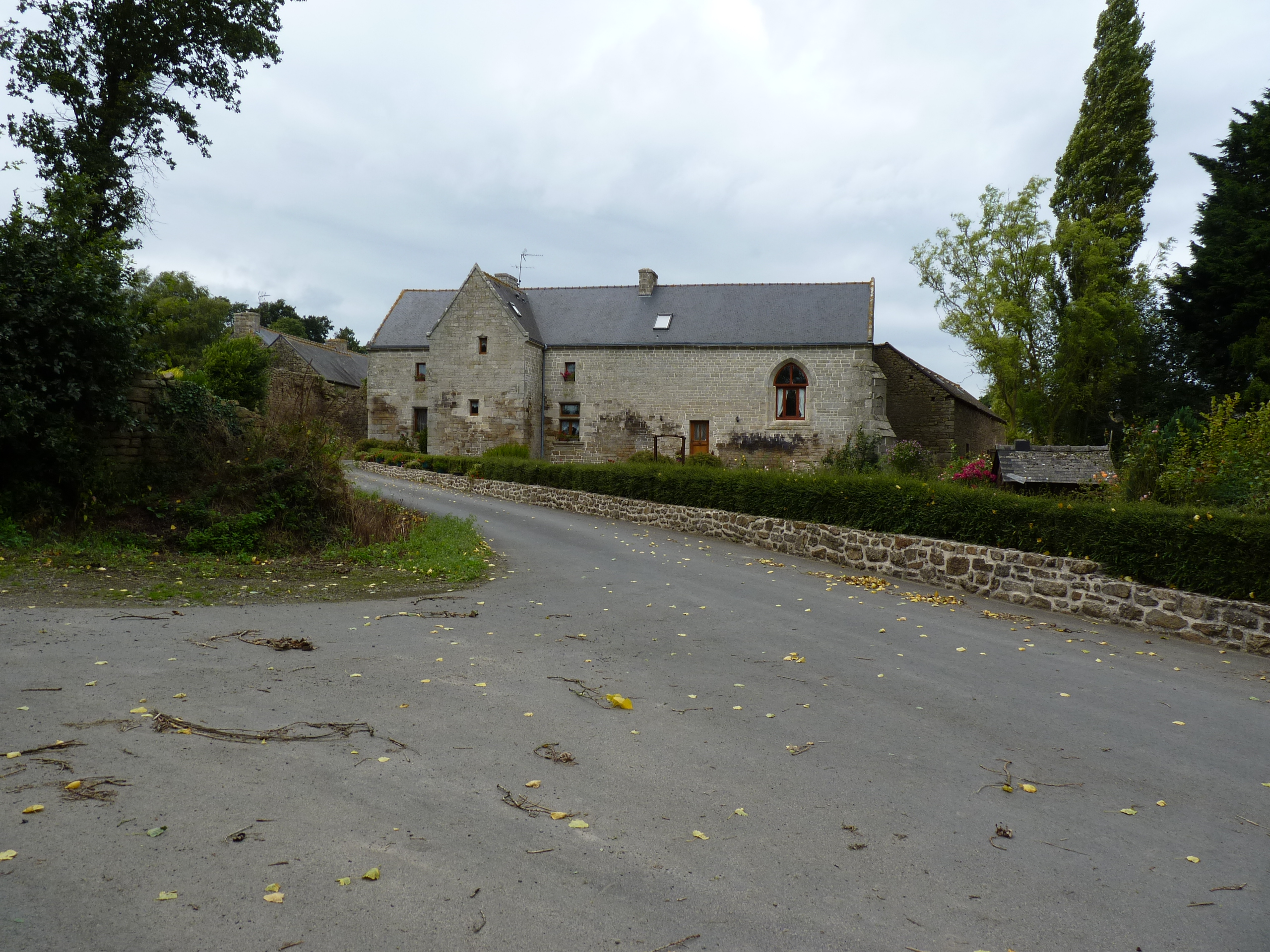
Manoir de Vauclerc.

- Le monument aux morts porte les noms de 139 soldats morts pour la patrie[31]: 119 durant la Première Guerre mondiale, 18 durant la Seconde Guerre mondiale, 2 durant la Guerre d'Algérie.

## Personnalités liées à la commune
- Émile Régnier né le 29 juillet 1894 à Plémy, décédé en septembre 1940. D'abord mécanicien d'avion pendant la Première Guerre mondiale, il devient pilote et est crédité de six victoires aériennes. Après la guerre, il s'établit à Versailles comme constructeur de moteurs d'avions, ceux-ci remportèrent de nombreux records. Au lendemain de la Seconde Guerre mondiale, la société Régnier intégra la SNECMA.
- Jean Le Faucheur, né le 23 juillet 1925 à Plémy, fréquenta les Jeunesses ouvrières chrétiennes (JOC) avant de devenir militant syndical de la CFTC puis de la CFDT. Devenu permanent syndical pour ce syndicat, il joua un rôle de premier plan dans les conflits du Joint Français, de Big Dutchman (à Saint-Carreuc) et des Kaolins de Plémet. Adhérent du PSU puis du Parti socialiste, il fut adjoint au maire de Saint-Brieuc, chargé des affaires sociales entre 1977 et 1979. Il est décédé le 12 juin 2011.